# 篠原烏童
篠原 烏童（しのはら うどう）は、日本の漫画家。
1985年、朝日ソノラマ（現朝日新聞出版）の『ハロウィン』創刊号掲載の『妖獣の門』でデビュー。朝日新聞出版、新書館、徳間書店などで活動を行う。代表作は『1/4×1/2（クォート&ハーフ）』、『ファサード』など。

## 作品リスト
- 妖獣の門（朝日ソノラマ、全1巻）
- 眩惑の摩天楼（朝日ソノラマ、全3巻）
- 純白の血（朝日ソノラマ、全1巻）
- 借りてきた左手（朝日ソノラマ、全1巻）
- 波に花影 月に刃（朝日ソノラマ、全1巻）
- 不法救世主（朝日ソノラマ、全3巻）
- セフィロト（朝日ソノラマ、既刊3巻）
- 沈黙は星々の渇き（朝日ソノラマ、全2巻）
- 1/4×1/2（クォート&ハーフ）（朝日ソノラマ - 朝日新聞出版、既刊1巻）
  - 1/4×1/2（クォート&ハーフ）R（朝日新聞出版『ネムキ』 - 2013年1月号（最終号[2]）→朝日新聞出版『Nemuki+』2013年5月号（創刊号[3]） - 2016年11月号、既刊9巻）
  - グラスの破片は猫のため息 クォート&ハーフ外伝（朝日新聞出版『Nemuki+』2017年1月号 - 2019年5月号、全3巻）
- カムフラージュ（朝日ソノラマ、全1巻）
- 週末に会いましょう（朝日ソノラマ、全3巻）
- Hold me tight（朝日ソノラマ - 朝日新聞出版、全2巻）
- ファサード（新書館『ウィングス』連載、既刊25巻）
- 夜明けのヴァンパイア（原作:アン・ライス、徳間書店）
  - インタビュー・ウィズ・ヴァンパイア（朝日ソノラマ） - 上記改題
- Eyed Soul（徳間書店、全5巻）
- いっしょにあるこうね 盲導犬コディ（双葉社）全1巻、新装版全1巻（大都社）
- さようならのかわりに（双葉社）
- しまりーな日々の歓び（あおば出版）
- 明日は死ぬのにいい日だ（全3巻）
- 生類憐マント欲ス（全4巻）
- 天使の心臓（全1巻）
- 浅葱の風音（全1巻）
- 猫将軍ツナヨシ（『ねことも』2019年8月号[4] - 2025年4月号、全5巻）
- 星を釣ること。（『Nemuki+』2019年11月号[5] - 2022年9月号[6]、全3巻）
- 東京潮汐 トーキョー・タイド（『Nemuki+』2025年3月号[7] - ）

### BL作品
- Don't Cry 香港（徳間書店、全1巻）
- 傷口-KIZU-（徳間書店）
- 暗夜（徳間書店）
- 殺手 -ヒットマン-（全1巻）

### 画集
- 篠原烏童イラスト集 [IN SYMPATHY イン シンパシィ]（朝日ソノラマ、1993年7月30日第1刷発行）ISBN 4-257-03363-0